# Дворски савјетник
Дворски савјетник (рус. надворный советник) је био грађански чин VII класе у Табели рангова Руске Империје. Одговарао је чину потпуковника у армији, војничког старјешине козака и капетана II ранга.
До 1745. чин је припадао VIII, а касније VII класи. Првобитно лица која су имала тај чин су добијала наследно племство а после реформе 1856 — само лично племство. Почевши од 1803, овај чин су носили директори департмана министарстава и губернијски начелници (губернатори, намјесници, генерал-губернатори). Од 19. вијека доктори и научници са звањем професора су аутоматски добијали овај чин. То је довело до тога да су скоро сви руски научници тога времена постали наследно племство.
Име чина је названо по савјетнику дворског суда. Без обзира што су дворски судови били укинути 1726, чин је постојао све до краја Руске Империје (1917).